# Bupranolol
Bupranolol (Handelsname: Betadrenol) ist ein unselektiver Betablocker ohne intrinsische Aktivität (ISA), aber mit stark membranstabilisierender Wirkung. Die Wirksamkeit ist der des Propranolols vergleichbar.

## Stereochemie
Bupranolol ist eine chirale Verbindung, die ein asymmetrisch substituiertes Kohlenstoffatom enthält. Die Verbindung liegt daher in der Regel als 1:1-Gemisch (Racemat) von zwei spiegelbildlichen Molekülen (Enantiomeren) vor, die sich in physiologischen Wirkungen und im Drehwert unterscheiden können. Als Arzneistoff wird als das Racemat eingesetzt.
Durch geeignete Synthesestrategien (siehe auch: enantiomerenreine Arzneistoffsynthese) oder Trennverfahren (Racematspaltung) lassen sich gezielt die einzelnen Stereoisomere isolieren.

## Dosierung
Wie andere Betablocker wird Bupranolol  verwendet, um den Bluthochdruck und die Tachykardie zu behandeln. Die Initialdosis beträgt 50 mg zweimal täglich. Dies kann auf bis zu viermal täglich 100 mg gesteigert werden. Bupranolol-Augentropfen (0,05–0,5 %) werden zur Behandlung des Glaukoms eingesetzt.

## Pharmakologie
Bupranolol wird aus dem Darm schnell und fast komplett resorbiert. Über 90 % der aufgenommenen Menge unterliegen dem First-Pass-Effekt. Bupranolol hat eine Plasmahalbwertszeit von 2 bis 4 Stunden und erreicht bei therapeutischer Dosierung selten Spiegel über 1 µg/l im Plasma. Der Hauptmetabolit des Bupranonols ist Carboxybupranolol (4-Chlor-3-[3-(1,1-dimethylethylamino)-2-hydroxy-propyloxy]benzoylsäure), das zu 88 % innerhalb von 24 Stunden über die Nieren ausgeschieden wird.

## Kontraindikationen und Interaktionen
Kontraindikationen und Wechselwirkungen sind im Wesentlichen dieselben, wie bei Propranolol und anderen unselektiven Betablockern.